# Spedizione britannica in Abissinia
La spedizione britannica in Abissinia fu una campagna militare intrapresa nel 1867-68 dall'Impero britannico contro l'Impero d'Etiopia, al fine di ottenere la liberazione di un gruppo di inglesi ed altri europei tenuti in ostaggio dall'imperatore Teodoro II, e di punire l'imperatore per tale gesto.

## Antefatti

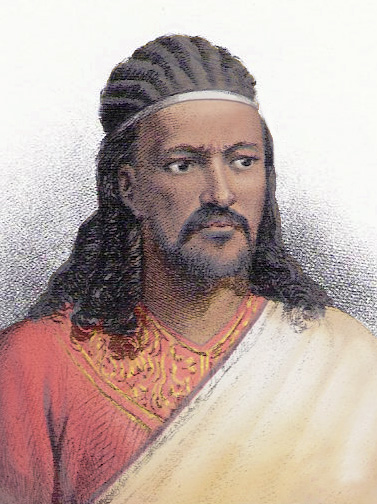
L'imperatore Teodoro II.

Teodoro II era diventato imperatore d'Abissinia (Negus Neghesti, o re dei re) nel 1855, e si era posto l'obiettivo della completa unificazione del paese, diviso in tanti piccoli stati. All'inizio degli anni 1860 si trovava però in una posizione precaria: molte regioni erano in continua rivolta e l'impero, paese in maggioranza cristiano, era minacciato dalle vicine potenze musulmane (Impero Ottomano e Egitto). L'imperatore scrisse quindi delle lettere alle maggiori potenze europee (Gran Bretagna, Francia, Austria, Russia e Prussia), invocando il loro aiuto contro quello che riteneva essere il comune nemico; ma, a parte la Francia (che diede una risposta evasiva), nessuno rispose alle missive. Questa mancanza di considerazione nei suoi confronti provocò da allora in poi una forte avversione di Teodoro verso gli europei.
Nell'ottobre 1863 giunse in Abissinia il missionario inglese Henry Aaron Stern, che in precedenza aveva citato re Teodoro in un suo libro, evidenziandone le umili origini. Teodoro, che si riteneva discendente diretto di Salomone, ne fu enormemente offeso, e lo fece arrestare e picchiare. Il console inglese, Charles Duncan Cameron, cercò allora di intercedere per far liberare Stern, ma il 2 gennaio 1864 venne anch'egli imprigionato, e con lui anche la maggior parte degli europei che si trovavano allora alla corte di Teodoro. I prigionieri vennero rinchiusi nella fortezza di Magdala.
Il governo britannico intavolò delle trattative per il rilascio degli ostaggi, ma dopo vari tentativi andati a vuoto, il 21 agosto 1867 annunciò l'invio di una spedizione di soccorso.

## La spedizione

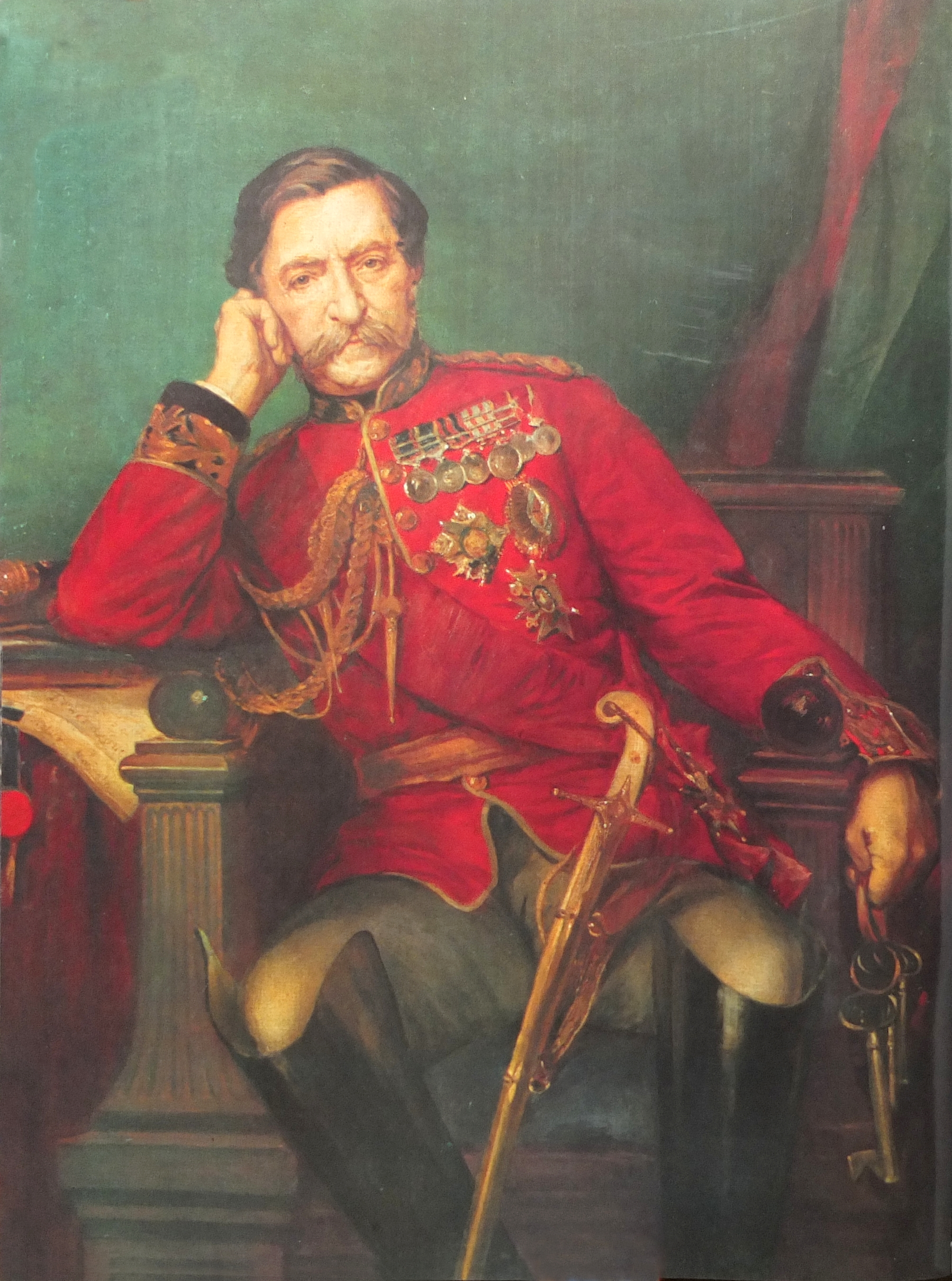
Sir Robert Napier.

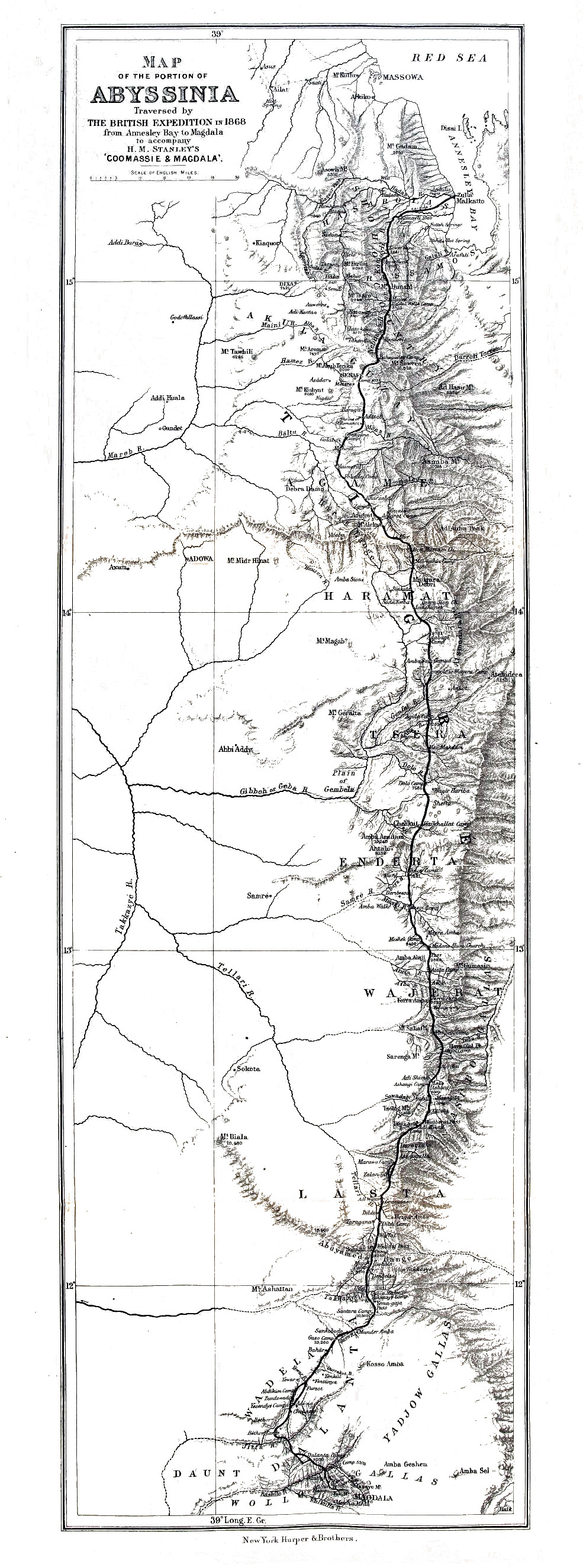
Il percorso della spedizione

La missione fu assegnata all'esercito coloniale di Bombay, che mise assieme una forza di ben 13 000 soldati e un numero doppio di camp followers al seguito dell'armata. Il comando fu affidato a sir Robert Napier, generale dei Royal Engineers, ovvero i genieri. Fu una scelta insolita ma azzeccata: si trattava di addentrarsi in una regione sconfinata e pressoché sconosciuta, priva di strade e irta di ostacoli naturali, dunque per la buona riuscita della missione bisognava sfruttare al massimo le capacità logistiche e ingegneristiche dell'esercito.
L'avanguardia giunse nella baia di Zula, circa 50 km a sud di Massaua, nell'ottobre 1867, e iniziò a costruire un'infrastruttura portuale per i successivi sbarchi, una strada verso l'interno e addirittura una ferrovia, per il trasporto di uomini e materiale. La fornitura d'acqua, nelle aride zone costiere, era garantita da degli impianti di dissalazione dell'acqua marina, mentre nelle zone più interne si procedette allo scavo di numerosi pozzi.
Napier giunse a Zula il 2 gennaio 1868 e iniziò l'avanzata il 25 gennaio, dopo essersi assicurato, grazie ad un'intensa attività diplomatica unita a cospicue elargizioni, che non avrebbe ricevuto opposizione dai capi locali le cui terre avrebbe attraversato. Nei successivi tre mesi le truppe britanniche riuscirono così a coprire senza incidenti la distanza di 640 km fino a Magdala.
Intanto Teodoro si trovava sempre più alle strette: abbandonato da gran parte dei suoi seguaci, controllava ormai un piccolo territorio, con le poche migliaia di soldati ancora fedeli. Costretto a farsi strada combattendo, raggiunse Magdala appena dieci giorni prima che i britannici la cingessero d'assedio. Tutto si decise perciò in un'unica battaglia, combattuta dal 9 al 13 aprile 1868.

## La battaglia di Magdala
Il 9 aprile Teodoro ordinò l'attacco. Le truppe abissine, armate per lo più con lance, ma dotate di alcuni pezzi di artiglieria, furono però facilmente sbaragliate dai britannici, che inflissero loro forti perdite al prezzo di soli due caduti e qualche decina di feriti.
Dopo due giorni di trattative, nei quali Teodoro rilasciò due ostaggi ma rifiutò la resa incondizionata, il 13 aprile i britannici bombardarono la fortezza e la espugnarono dopo un breve combattimento. Teodoro, all'avvicinarsi del nemico, si tolse la vita con una pistola. Alla notizia della sua morte, tutte le ostilità cessarono e gli ostaggi furono liberati.

## Conseguenze

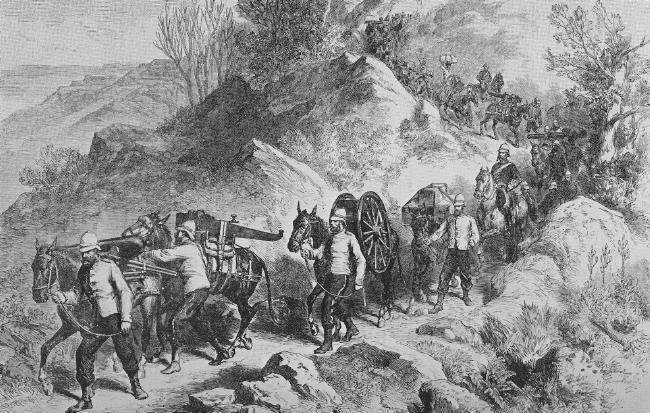
Partenza degli Inglesi da Magdala (The Illustrated London News, 1868)

Dopo aver distrutto l'artiglieria etiope e la fortezza, Napier organizzò il rientro in patria degli ostaggi, che si imbarcarono da Zula il 2 giugno. Il 10 giugno anche Napier lasciava la costa per rientrare in Inghilterra.
Alla vittoria inglese non fece seguito un'occupazione militare: Teclè Ghiorghìs II si proclamò imperatore, ma lui e gli altri pretendenti al trono si scontrarono tra loro fino al 1872, quando il deggiasmac Cassa sconfisse gli avversari (anche grazie alle armi ricevute dai britannici in cambio del suo appoggio) e si fece incoronare col nome di Giovanni IV.
I britannici saccheggiarono Magdala e trafugarono molti oggetti d'arte, oggi esposti al British Museum e in altre collezioni. Napier fece fare anche degli scavi archeologici sul sito di Adulis, vicino a Zula, che portarono alla luce reperti risalenti al Regno di Axum.
Per il completo successo della spedizione, ottenuto con perdite minime, Napier fu nominato barone di Magdala.
Alla spedizione prese parte, come osservatore militare, l'ufficiale italiano Egidio Osio, che ne pubblicò un diario di viaggio.